# 福爾摩斯紀念館

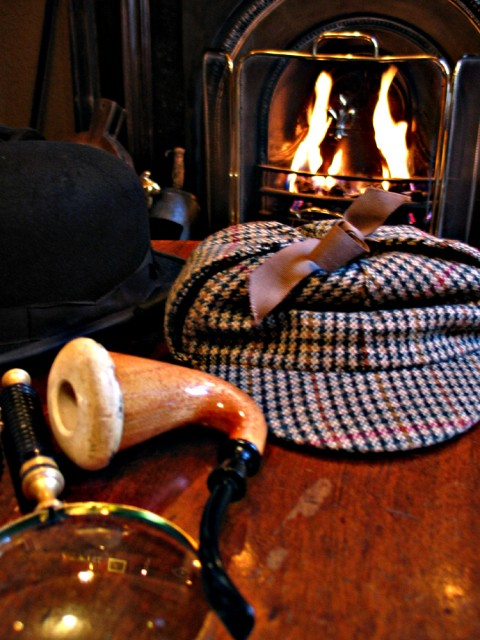
福尔摩斯纪念馆中陈列的福尔摩斯用的放大镜、煙斗与猎鹿帽（从左至右）。

福尔摩斯纪念馆（英語：Sherlock Holmes Museum）是一間收藏有關福爾摩斯物品的博物館，位于英國伦敦貝克街221B號，成立於1990年。整个纪念馆体现了浓郁的维多利亚时代风格。纪念馆按照小说中的情景来布置，完整复制了福尔摩斯的起居室和卧室。裡面有很多福尔摩斯的用品：旧煙，猎鹿帽，散落的实验仪器，只剩两根弦的小提琴，带黑斑的书桌等等。无论游人何时造访，都能看到门口有一维多利亚时期的警察站在门口，上楼之后有人（老年华生）介绍大体情况。在3楼更有一些蜡像来展示小说中的情节。
很多名人曾经参观这个小小的纪念馆，包括英国皇太后。所有寄往这个地址的邮件都有专人回覆。

## 交通
可乘火车在查令十字车站下车（和福尔摩斯小说中描写的一样），也可乘地铁在贝克街站下车。

## 圖片

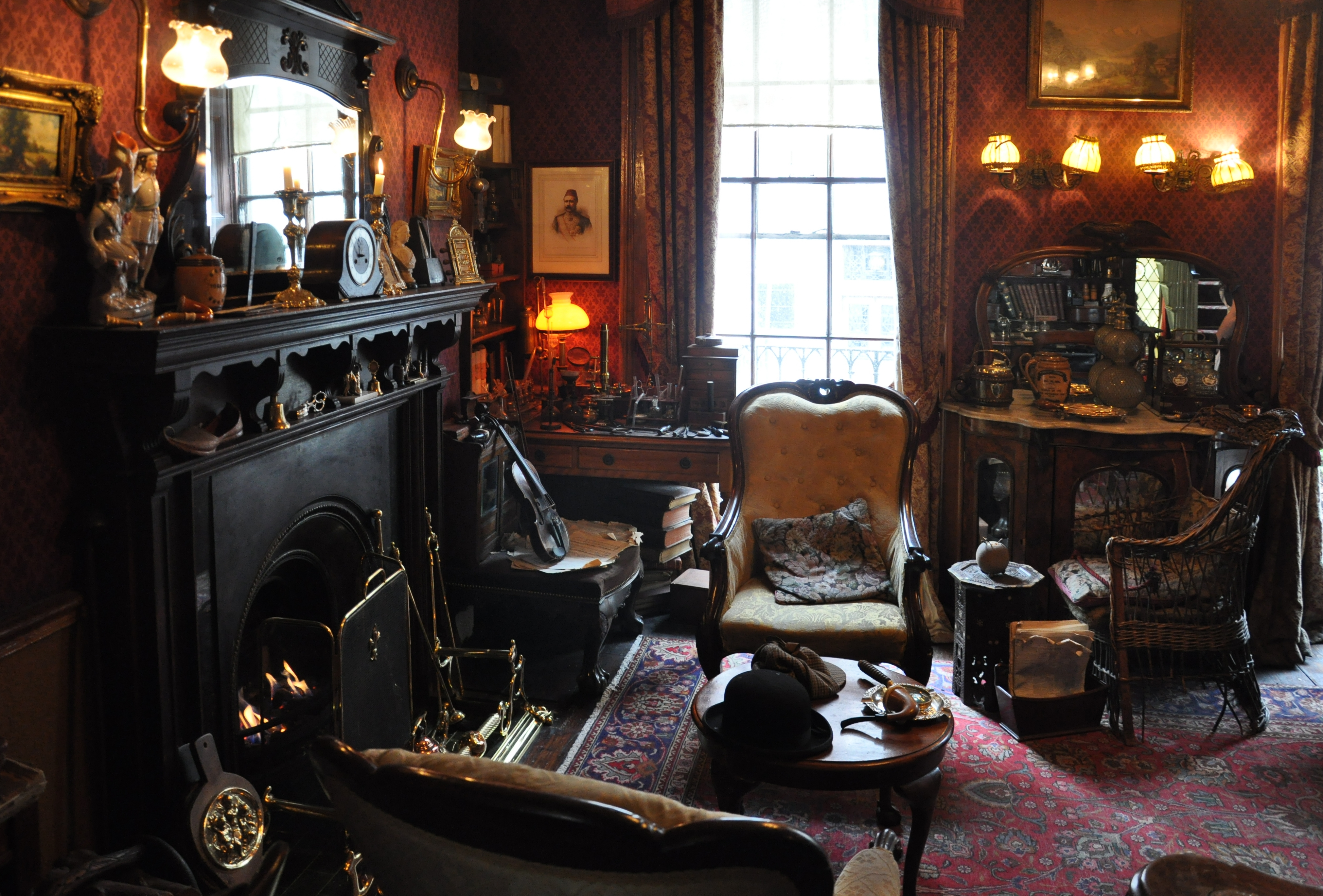
福爾摩斯的客廳。
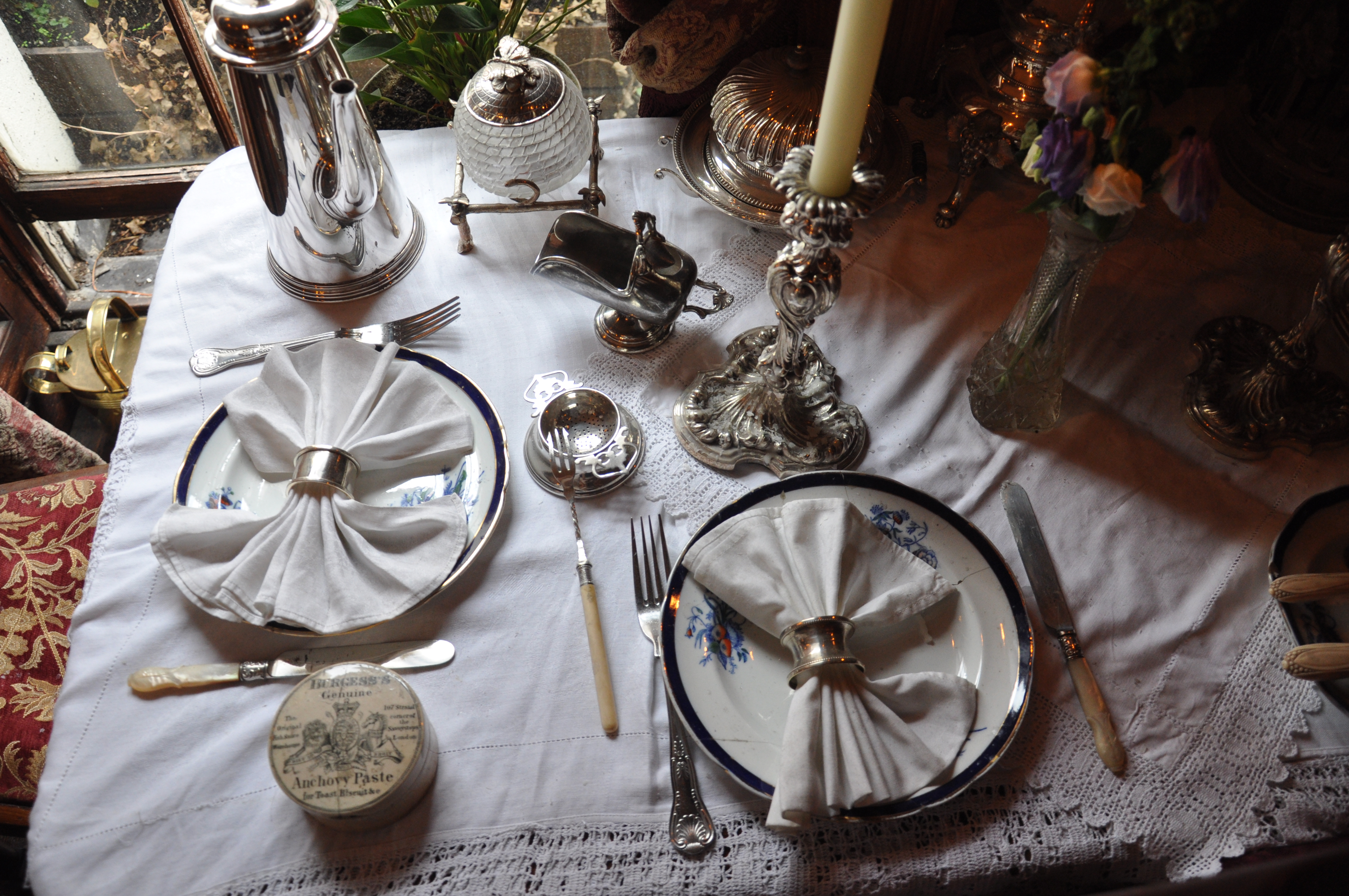
福爾摩斯房間內的桌子。
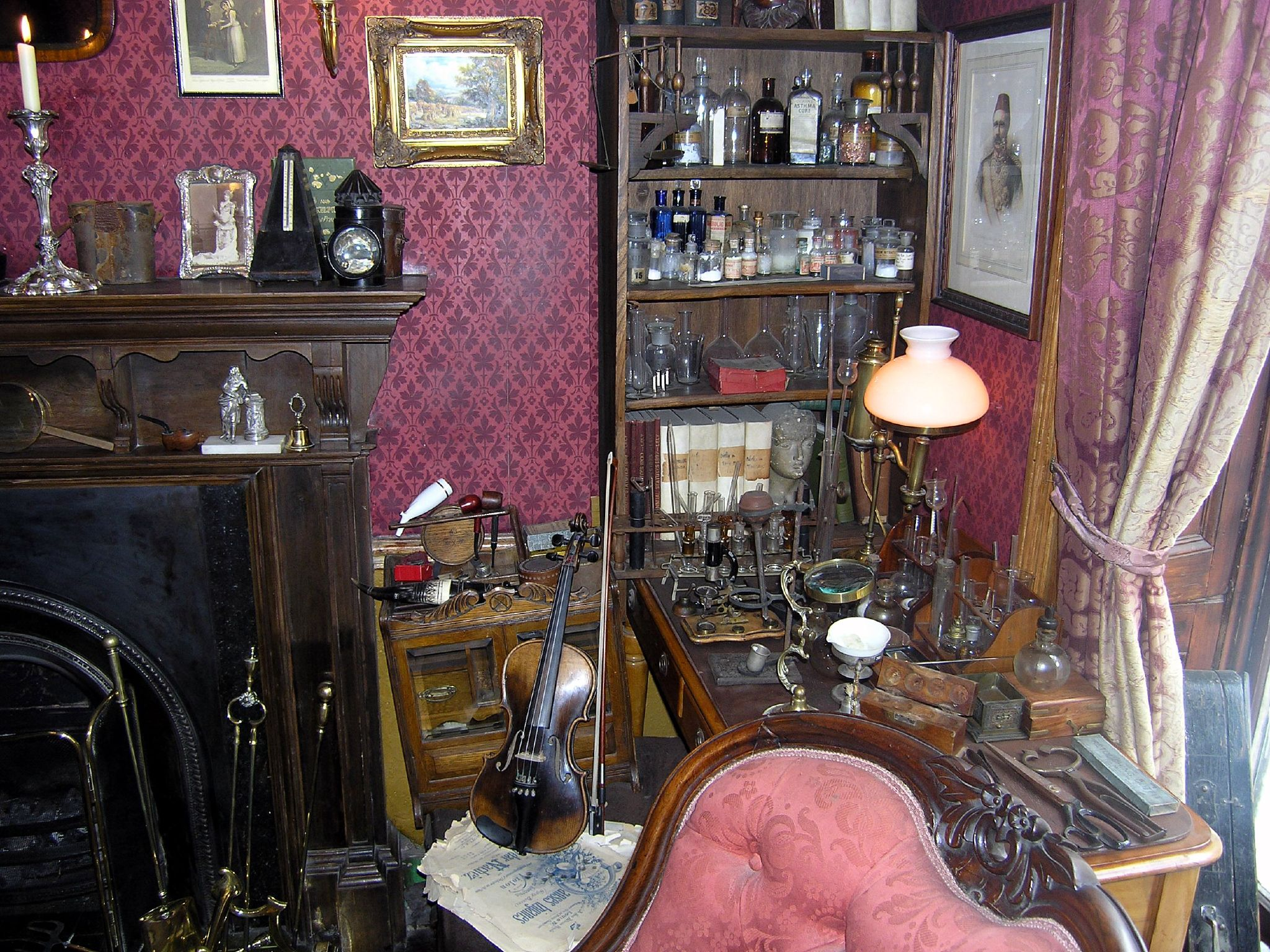
實驗室。
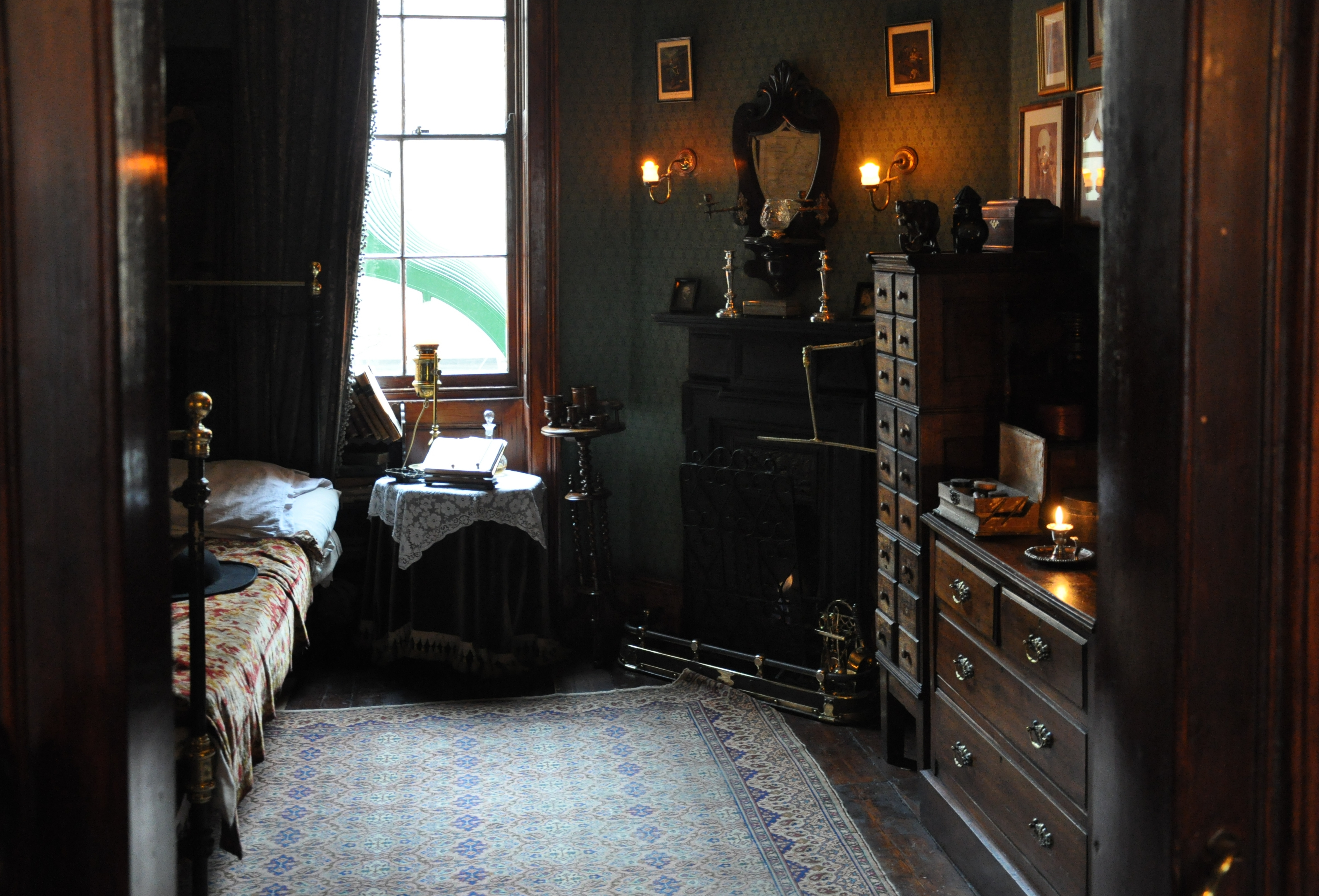
「華生醫生的房間」。
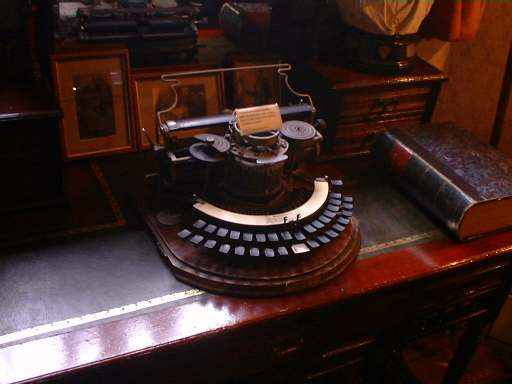
19世紀末的打字機。
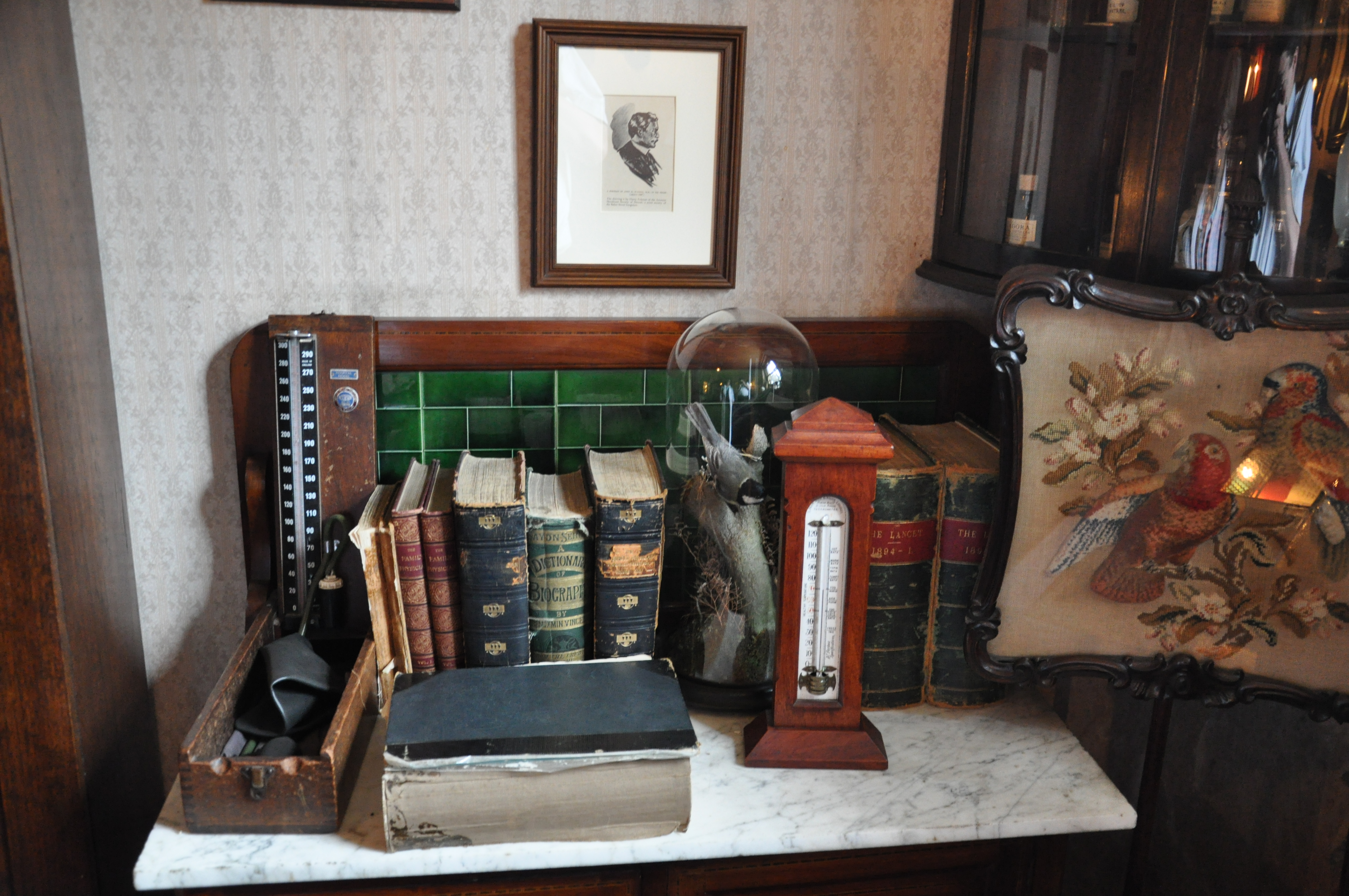
華生醫生房間內的書籍。
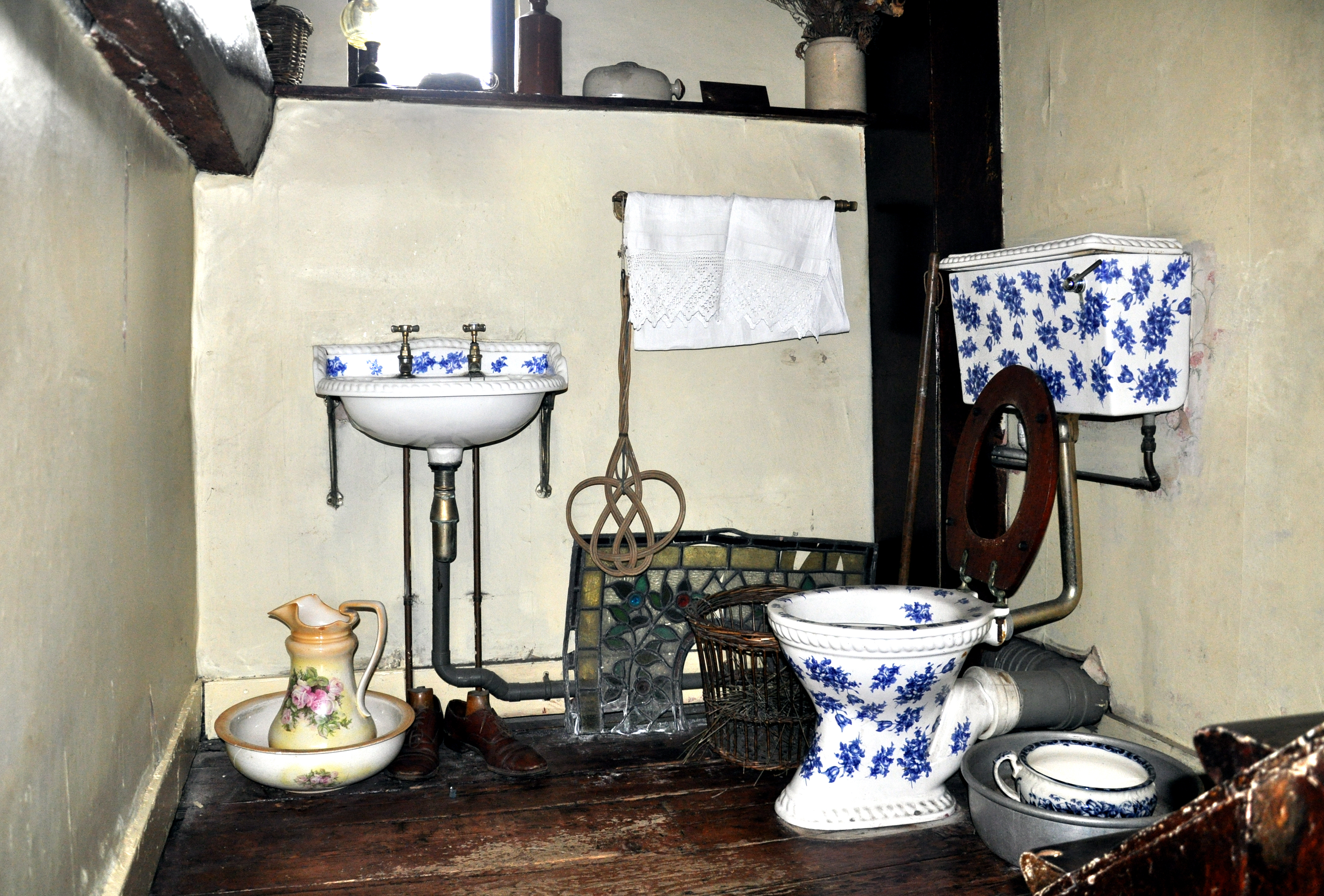
浴室。
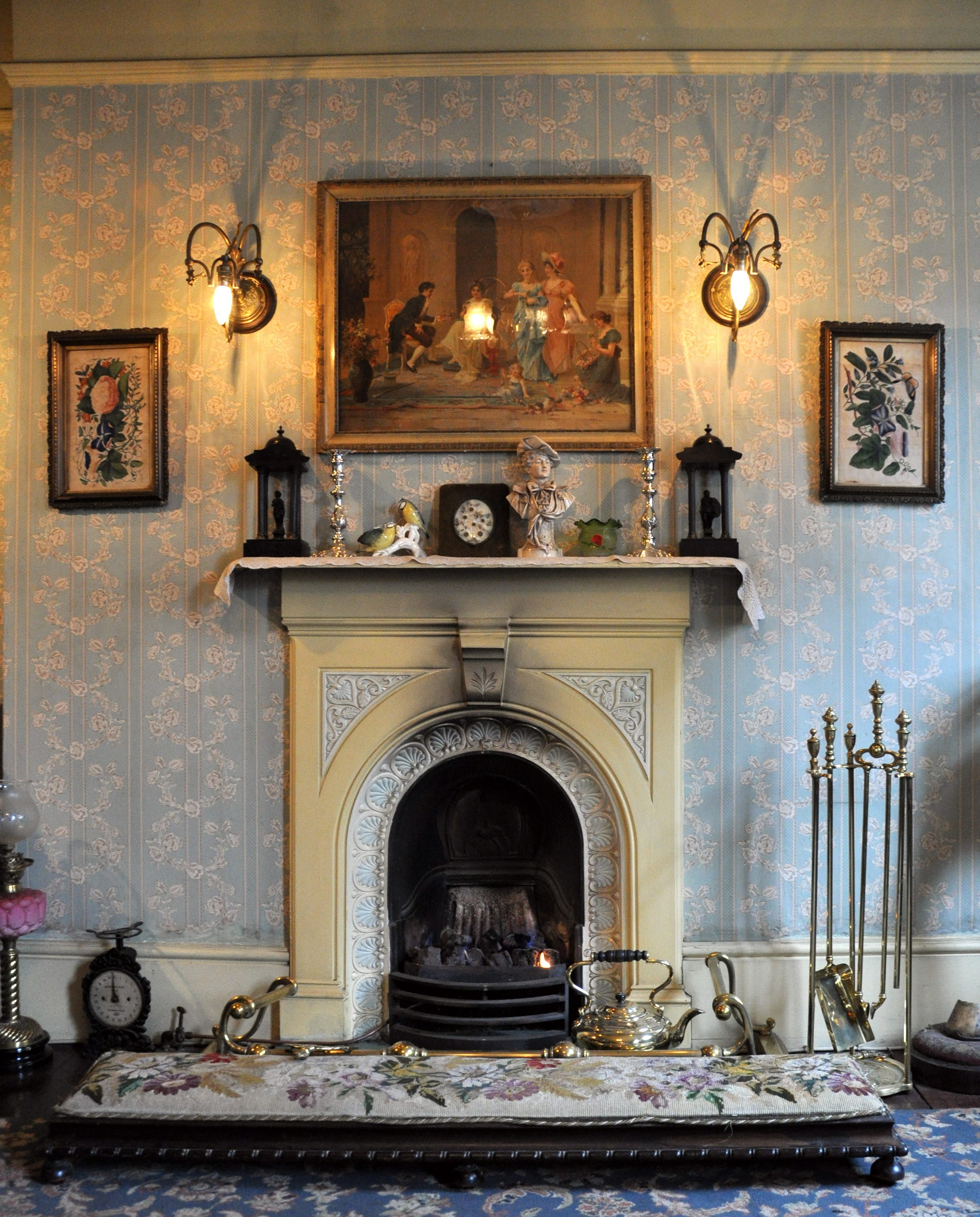
「哈德森太太的房間」。

## 外部連結
- 福爾摩斯紀念館 （页面存档备份，存于）（英文）

51°31′25″N 0°09′31″W / 51.5237°N 0.1585°W